# Bangaloides strandi
Bangaloides strandi är en skalbaggsart som först beskrevs av Stefan von Breuning 1936.  Bangaloides strandi ingår i släktet Bangaloides och familjen långhorningar.
Artens utbredningsområde är:
- Gabon.
- Nigeria.

Inga underarter finns listade.